# Heinz Kloss
Heinz Kloss (30 ottobre 1904 – 13 giugno 1987) è stato un linguista tedesco che, dopo la Seconda Guerra Mondiale, è divenuto noto a livello internazionale per il suo lavoro sul pluricentrismo linguistico e sulle minoranze linguistiche.
Kloss è nato a Halle, in Germania, e ha studiato linguistica all'Università di Halle e all'Università di Marburgo. Ha lavorato come professore di linguistica all'Università di Marburgo e all'Università di Francoforte. Durante la sua carriera, tra le altre cose, ha condotto ricerche approfondite sulle lingue minoritarie in Europa e in Nord America.
Durante il periodo del Terzo Reich Kloss ha ricoperto diversi ruoli in vari istituti di ricerca in Germania. È stato, ad esempio, responsabile della sintesi dei dati statistici pubblicamente disponibili sulla popolazione ebraica nordamericana.
Kloss ha elaborato nel 1967 i concetti di  Ausbausprache, di Abstandsprache e di Dachsprache, ossia, rispettivamente, "lingua per elaborazione", "lingua per distanziazione" e "lingua tetto", divenuti fondamentali nel settore della sociolinguistica.

## Opere principali
Le opere principali di Heinz Kloss includono:
- "Die Entwicklung neuer germanischer Kultursprachen von 1800 bis 1950": Questo è uno dei lavori più influenti di Kloss, in cui l’autore esamina lo sviluppo delle lingue germaniche dal 1800 al 1950.
- "Abstandsprachen und Ausbau languages": In questo lavoro, Kloss introduce i concetti di "Abstandsprachen" (lingue per distanziazione) e "Ausbau languages" (lingue per eleborazione), che sono diventati fondamentali nella sociolinguistica.
- "The American Bilingual Tradition": Questo libro esamina la tradizione bilingue negli Stati Uniti, con particolare attenzione alle lingue minoritarie.
- "Research Possibilities on Group Bilingualism: A Report": In questo rapporto, Kloss esplora le possibilità di ricerca sul bilinguismo di gruppo.